# Strong Persuader
Albums de Robert Cray
Showdown!
(1985) Don't Be Afraid of the Dark
(1988)
Strong Persuader est le cinquième album studio de Robert Cray. Il a reçu le grammy Award du meilleur album de blues contemporain lors de la 30e cérémonie des Grammy Awards.

## Liste des pistes
| No  | Titre                           | Auteur                                           | Durée |
| --- | ------------------------------- | ------------------------------------------------ | ----- |
| 1.  | Smoking Gun                     | David Amy, Richard Cousins, Robert Cray –        | 4:07  |
| 2.  | I Guess I Showed Her            | Dennis Walker                                    | 3:39  |
| 3.  | Right Next Door (Because of Me) | Dennis Walker                                    | 4:19  |
| 4.  | Nothin' But a Woman             | David Amy, Cousins, Cray, Peter Boe, David Olson | 3:58  |
| 5.  | Still Around                    | Peter Boe                                        | 3:42  |
| 6.  | More Than I Can Stand           | Cray                                             | 2:57  |
| 7.  | Foul Play                       | Dennis Walker                                    |       |
| 8.  | I Wonder                        | Cray                                             | 3:57  |
| 9.  | Fantasized                      | Dennis Walker                                    | 4:04  |
| 10. | New Blood                       | David Amy, Peter Boe, Cray, Ozall Washington     | 4:21  |

## Musiciens et personnel
- Fidel Bell – assistant mixage
- Charlie Brocco – assistant mixage
- Peter Boe – claviers
- Bruce Bromberg – producteur (crédit d'auteur : David Amy)
- Richard Cousins – basse
- Robert Cray – guitare, chant
- David Olson – batterie
- Lee Spath – percussions
- Andrew Love – saxophone ténor
- Wayne Jackson – trompette, trombone